# Inge Jansen
Inge Jansen (Roermond, 2 giugno 1994) è una tuffatrice olandese.

## Biografia
Ha rappresentato la nazionale olandese in diverse edizioni dei campionati mondiali di nuoto e dei campionati europei di nuoto e tuffi. È allenata dal tecnico della nazionale Edwin Jongejans, campione del mondo nel trampolino 1 metro a Perth 1991.
Agli europei di tuffi di Kiev 2019 ha vinto la medaglia d'oro nel trampolino 3 metri, risultato che le ha garantito la qualificazione ai Giochi olimpici. Si è inoltre piazzata sesta nel concorso a squadre mista con i connazionali Pascal Faatz, Dylan Vork e Celine van Duijn.

## Palmarès
| Anno | Manifestazione   | Sede       | Evento          | Risultato | Prestazione | Note |
| ---- | ---------------- | ---------- | --------------- | --------- | ----------- | ---- |
| 2010 | Europei di nuoto | Rostock    | Trampolino 1m   | 17º Q     | 219,60 p.   |      |
| 2010 | Europei di nuoto | Rostock    | Trampolino 3m   | 17º Q     | 224,70 p.   |      |
| 2010 | Europei di nuoto | Rostock    | Sincro 3m       | 9º Q      | 241,26 p.   |      |
| 2011 | Europei di tuffi | Torino     | Trampolino 1m   | 11º       | 235,00 p.   |      |
| 2011 | Europei di tuffi | Torino     | Trampolino 3m   | 20º Q     | 226,85 p.   |      |
| 2011 | Mondiali         | Shanghai   | Trampolino 1m   | 18º Q     | 241,95 p.   |      |
| 2011 | Mondiali         | Shanghai   | Trampolino 3m   | 20º Q     | 273,30 p.   |      |
| 2012 | Europei di tuffi | Eindhoven  | Trampolino 1m   | 8º        | 247.45 p.   |      |
| 2012 | Europei di tuffi | Eindhoven  | Trampolino 3m   | 11º       | 263,55 p.   |      |
| 2012 | Europei di tuffi | Eindhoven  | Sincro 3m       | 8º        | 242,22 p.   |      |
| 2013 | Europei di tuffi | Rostock    | Trampolino 1m   | 9º        | 231,75 p.   |      |
| 2013 | Europei di tuffi | Rostock    | Trampolino 3m   | 11º       | 213,70 p.   |      |
| 2013 | Europei di tuffi | Rostock    | Sincro 3m       | 6º        | 277,50 p.   |      |
| 2013 | Mondiali         | Barcellona | Trampolino 3m   | 19º Q     | 261,70 p.   |      |
| 2013 | Mondiali         | Barcellona | Sincro 3m       | 14º Q     | 250,50 p.   |      |
| 2014 | Europei di nuoto | Berlino    | Trampolino 3m   | 9º        | 288,30 p.   |      |
| 2014 | Europei di nuoto | Berlino    | Sincro 3m       | 5º        | 302,70 p.   |      |
| 2015 | Europei di tuffi | Rostock    | Trampolino 1m   | 11º       | 230,75 p.   |      |
| 2015 | Europei di tuffi | Rostock    | Trampolino 3m   | 7º        | 291,30 p.   |      |
| 2015 | Europei di tuffi | Rostock    | Sincro 3m       | 5º        | 282,00 p.   |      |
| 2015 | Mondiali         | Kazan'     | Trampolino 1 m  | 10º       | 244,10 p.   |      |
| 2015 | Mondiali         | Kazan'     | Trampolino 3 m  | 16º SF    | 270,60 p.   |      |
| 2015 | Mondiali         | Kazan'     | Sincro 3m       | 12º       | 276,90 p.   |      |
| 2016 | Europei di nuoto | Londra     | Trampolino 1m   | 13º Q     | 237,95 p.   |      |
| 2016 | Europei di nuoto | Londra     | Trampolino 3m   | 6º        | 309,25 p.   |      |
| 2016 | Europei di nuoto | Londra     | Sincro 3m       | 4º        | 293,70 p.   |      |
| 2017 | Europei di tuffi | Kiev       | Trampolino 1m   | 12º Q     | 229.85 p.   |      |
| 2017 | Europei di tuffi | Kiev       | Trampolino 3m   | 4º        | 291,55 p.   |      |
| 2017 | Europei di tuffi | Kiev       | Sincro 3m       | Bronzo    | 283,80 p.   |      |
| 2017 | Europei di tuffi | Kiev       | Sincro 10m      | 6º        | 272,94 p.   |      |
| 2017 | Mondiali         | Budapest   | Trampolino 3m   | 8º        | 307,85 p.   |      |
| 2017 | Mondiali         | Budapest   | Sincro 3m       | 8º        | 280,50 p.   |      |
| 2017 | Mondiali         | Budapest   | Sincro 10m      | 13º Q     | 262,32      |      |
| 2018 | Europei di nuoto | Glasgow    | Trampolino 3m   | 15º Q     | 231,20 p.   |      |
| 2018 | Europei di nuoto | Glasgow    | Sincro 3m       | 5º        | 269,70 p.   |      |
| 2018 | Europei di nuoto | Glasgow    | Sincro 3m misti | 4º        | 278,10 p.   |      |
| 2019 | Mondiali         | Gwangju    | Trampolino 3m   | 12º       | 268,20 p.   |      |
| 2019 | Mondiali         | Gwangju    | Sincro 3m       | 7º        | 277,50 p.   |      |
| 2019 | Europei di tuffi | Kiev       | Trampolino 3m   | Oro       | 293,85 p.   |      |
| 2019 | Europei di tuffi | Kiev       | Squadra mista   | 6º        | 328,50 p.   |      |